# Augusto Sartori
Augusto Sartori (  —  ) foi um arquiteto brasileiro de origem italiana, muito ativo em Porto Alegre nas décadas de 1910 e 1920.
Foi responsável pela construção do Cinema Colombo, do Edifício La Porta, da Sociedade Humanitária Padre Cacique, do prédio comemorativo do centenário da imigração italiana no parque de exposição do Menino Deus, projetado por Duilio Bernardi, do Hotel Majestic, além de inúmeros palacetes residenciais, adaptados de catálogos de Villinos Italianos.
O projeto da Escola de Medicina Livre de Porto Alegre era originalmente de Theodor Wiederspahn, cuja obra havia iniciado em 1912 mas havia sido interrompida em 1914, por conta da eclosão da Primeira Guerra Mundial. Trabalhou no reprojeto da obra, cujos trabalhos foram retomados em 1919, durando até 1924. Incluiu um grande volume semicircular na esquina, e substituiu as estátuas que deveriam adornar a platibanda da esquina por jarros ornamentais, depois removidos, e as grandes cúpulas de bronze que deveriam cobrir os blocos em projeção, por telhado comum oculto por uma platibanda e os atuais frontões.